# Guerra de Concha

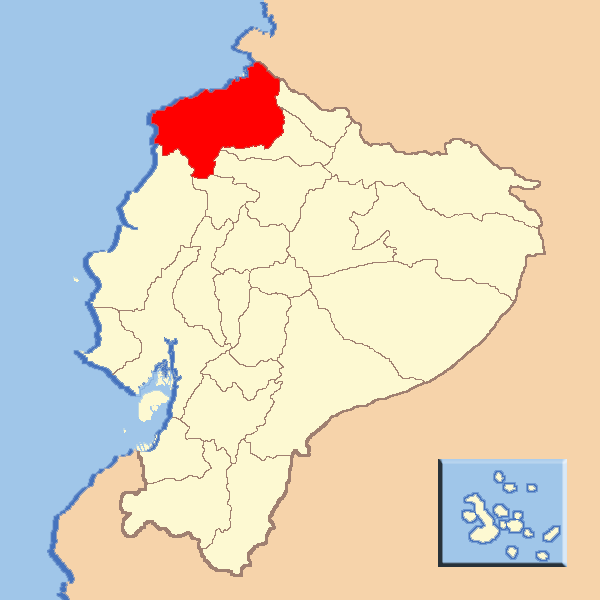
Mapa da Província de Esmeraldas, onde ocorreu a maior parte do conflito.

A Guerra de Concha, também chamada de Revolução Conchista, foi um conflito civil equatoriano, no âmbito da revolução liberal, que ocorreu entre 1913 e 1916, tornando-se a guerra mais longa da história do Equador. Inicia-se como resultado da revolta popular na província de Esmeraldas, após o assassinato do ex-presidente Eloy Alfaro e contra o governo de Leónidas Plaza.
Em resposta, iniciou-se uma guerra popular liderada por Carlos Concha Torres, que durou mais de três anos. Esmeraldas foi a província de maior destaque nessa revolta.
Assim, no norte do Equador, os cidadãos de Esmeraldas, especialmente os afro-esmeraldianos, eram leais à causa liberal e a luta que se seguiu deixou muitos dos negros mal armados mortos nas mãos das tropas governistas. Os negros equatorianos contribuíram notavelmente para o esforço militar e chegaram a formar o grosso do exército rebelde. 
Por fim, o governo conseguiu reafirmar o controle, embora grande parte da província tenha sido destruída no processo. 
O romance Cuando los guayacanes florecían (1954) de Estupiñán Bass narra os acontecimentos da Revolução de Concha.